# 钱月宝
钱月宝（1949年—），江苏常熟人，汉族，中华人民共和国政治人物、第十二届全国人民代表大会江苏地区代表。
加入中国共产党。担任江苏中科梦兰电子科技有限公司董事长。2008年起担任全国人大代表。2013年，被选为全国人大代表。